# ドイツ戦車軍団撃滅作戦
『ドイツ戦車軍団撃滅作戦』（ドイツせんしゃぐんだんげきめつさくせん、伊語:Quella dannata pattuglia）は、1969年に公開されたイタリアの戦争映画。マカロニ・コンバットである。

## キャスト
| 役名             | 俳優                           | 日本語吹替                     |
| 役名             | 俳優                           | 東京12ch版                     |
| ---------------- | ------------------------------ | ------------------------------ |
| クレイ大尉       | デイル・カミングス             | 森川公也                       |
| ディーン軍曹     | ルチアーノ・カテナッチ         | 仁内達之                       |
| マーウェル       | モーリス・ポリ                 | 小林清志                       |
| ウィンタース中尉 | モハメド・スルタン             | 木原正二郎                     |
| スミス           | マウリツィオ・トッチ           | 植田敏生                       |
| ウィルソン       | ファビオ・テスティ             | 納谷六朗                       |
| ムーア           | レックス・モンソン             | 田中秀幸                       |
| オブライエン     | モヒ・イスマイル               | 井口成人                       |
| ペリーモア少将   | フェルッチオ・ヴィオッティ     | 村松康雄                       |
| カーター少佐     | ジャコモ・ロッシ・スチュアート | 嶋俊介                         |
| ブルックス       | アーメド・ルクソール           | 北村弘一                       |
| リサ             | マディア・カーメル             | 木島幸                         |
| ホフマン         |                                | 立壁和也                       |
| メイド           |                                | 芝夏美                         |
| ドイツ兵(1)      |                                | 小出明                         |
| ドイツ兵(2)      |                                | 逸見治彦                       |
| ナレーション     | N/A                            | 大木民夫                       |
|                  |                                |                                |
| 演出             | 演出                           | 浜崎暎一                       |
| 翻訳             | 翻訳                           | 水垣良                         |
| 効果             | 効果                           | 南部満治/大橋勝次              |
| 調整             | 調整                           | 桑原邦男                       |
| 制作             | 制作                           | オムニバスプロモーション       |
| 解説             | 解説                           | 南俊子                         |
| 初回放送         | 初回放送                       | 1974年8月29日 『木曜洋画劇場』 |